# Речной транспорт России

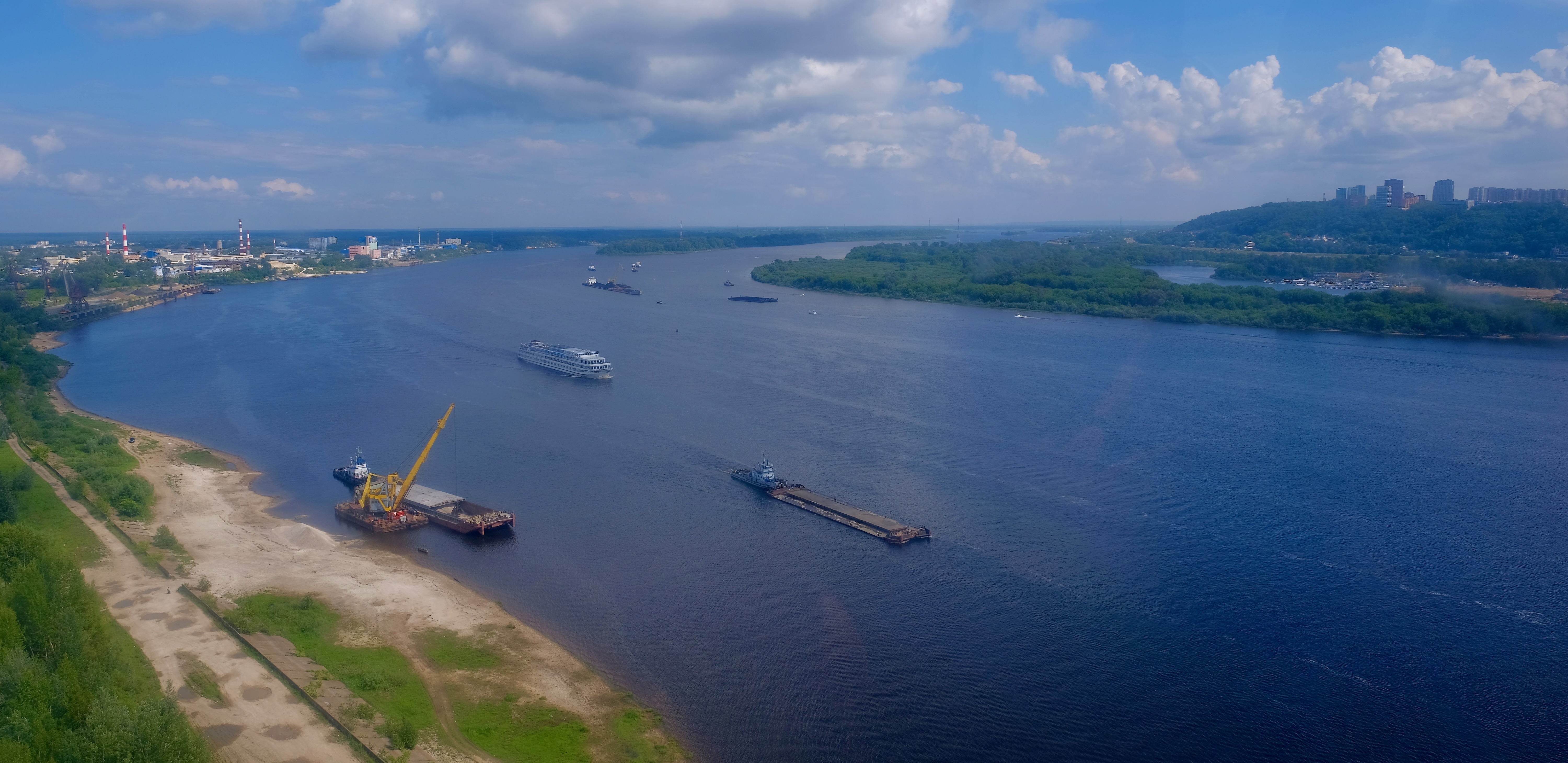
Суда на Волге у Нижнего Новгорода, 2024 год

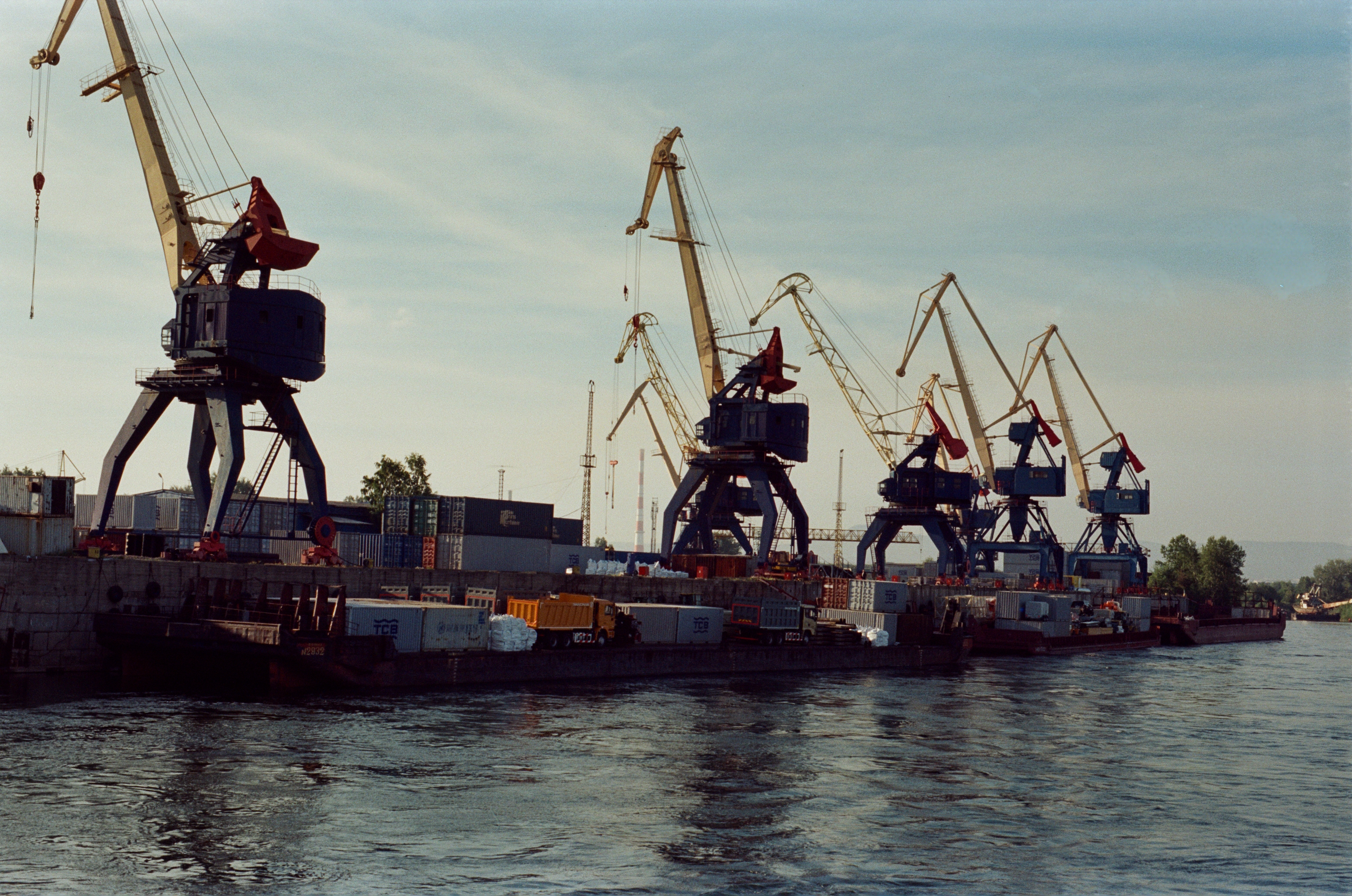
Красноярский речной порт, 2020 год

Речной транспорт России — один из важнейших видов транспорта в России. По общему показателю протяженности внутренних водных путей (101 тыс. км) Россия уступает только Китаю (110 тыс. км) и опережает Бразилию (50 тыс. км). Из них около 16 000 км водных путей России являются искусственными (каналы, водохранилища, шлюзованные реки). Наибольшая часть грузов, перевозимых в России речным транспортом, перевозится по водным путям Единой глубоководной системы европейской части России. На 2015 год в России было117 речных портов, 491 грузовой причал, 496 пассажирских причалов, 723 судопропускных гидротехнических сооружения, в том числе, 128 каналов и 108 шлюзов. Большинство водных путей России замерзают: навигация продолжается 8–9 месяцев на юге и лишь 3–4 месяца на севере страны.

## История
С древности по территории современной России с севера на юг проходил торговый путь «из варяг в греки», связывавший Чёрное море с Балтийским. Другой путь, с запада на восток, пролегал от Днепра по рекам Угре и Оке к Волге (Волжский торговый путь).

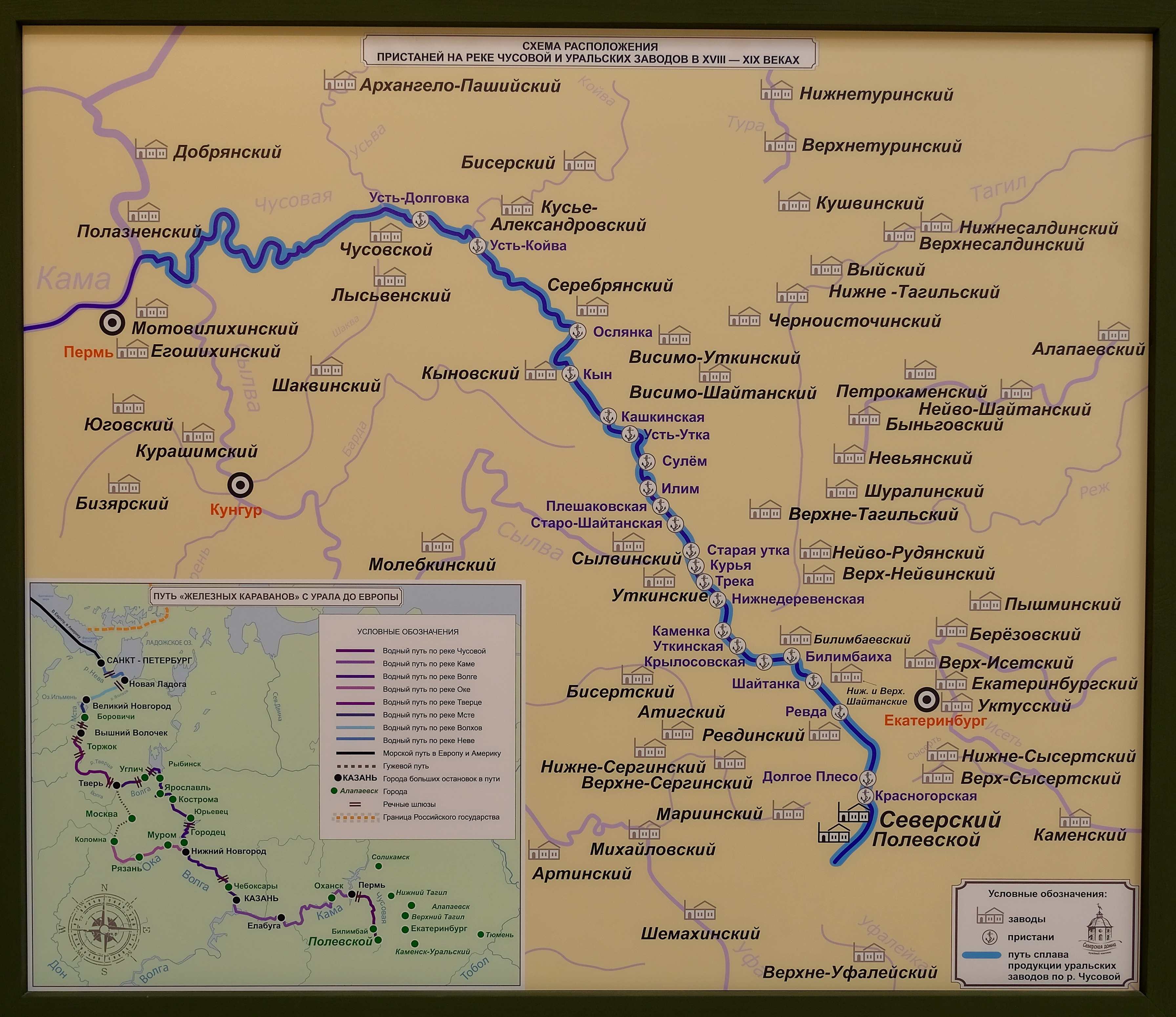
Путь «железных караванов» с Урала до Европы

После основания в 1703 году Санкт-Петербурга Пётр I приказал соорудить Вышневолоцкую систему каналов и шлюзов, соединившую Волгу с Невой. Позже, при Анне Иоанновне, был построен Ладожский канал от Волхова к Неве, а при Екатерине II началось строительство нового пути от Волги к Петербургу, которое было завершено в 1810 году (Мариинская водная система). При Екатерине II был принят «Устав купеческого водоходства» — первый нормативный акт, который регулировал деятельность речного транспорта России. Он вводил обязательную регистрацию судов и предписывал допускать к работе на них только «корабельщиков и штюрманов, знающих ход рек и вод». В 1798 году был учрежден Департамент водяных коммуникаций, отвечавший за строительство каналов и шлюзов. 
Две трети речных судов страны к началу XIX века использовались на Волге. Против течения их тянули бурлаки, которых насчитывалось до 600 тысяч. Иногда их заменяли лошадьми, а иногда вперед судна на специальной лодке завозили якорь и корабль подтягивали к нему. 

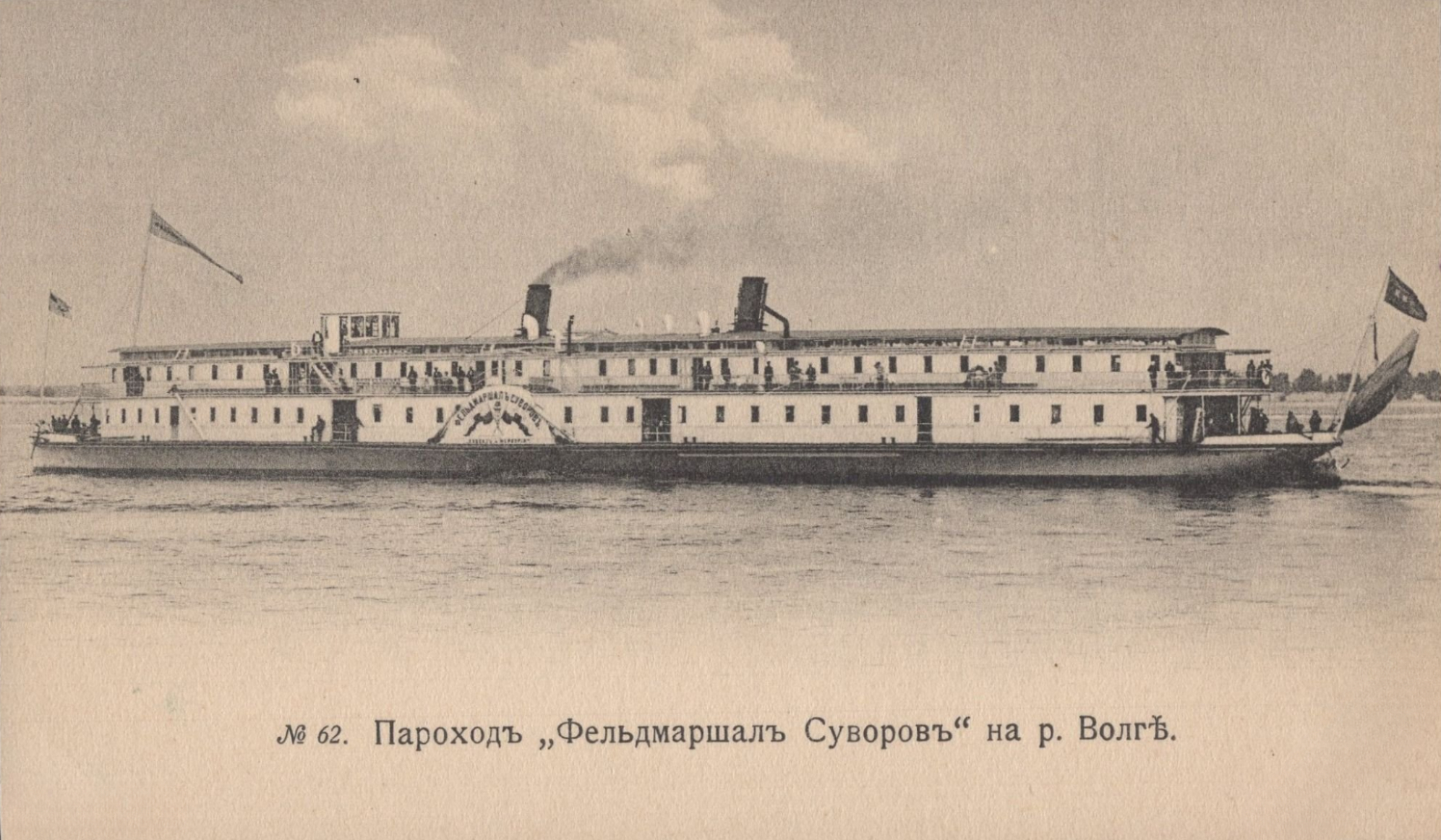
Пассажирский пароход «Фельдмаршал Суворов» компании «Кавказ и Меркурий»

В 1844 году в Российской империи было всего 27 пароходов, а в 1868 году — уже 646. Большинство из них импортировалось. До 1843 года развитие строительства пароходов в России сдерживала монополия на их постройку пароходов, которой владел петербургский промышленник Карл Берд. В 1849 году под Нижним Новгородом появился Сормовский пароходостроительный завод, за ним последовали другие. В Нижнем Новгороде открылось первое речное училище, там же были расположены правления главных волжских пароходств — «Кавказ и Меркурий», «По Волге», «Самолёт».

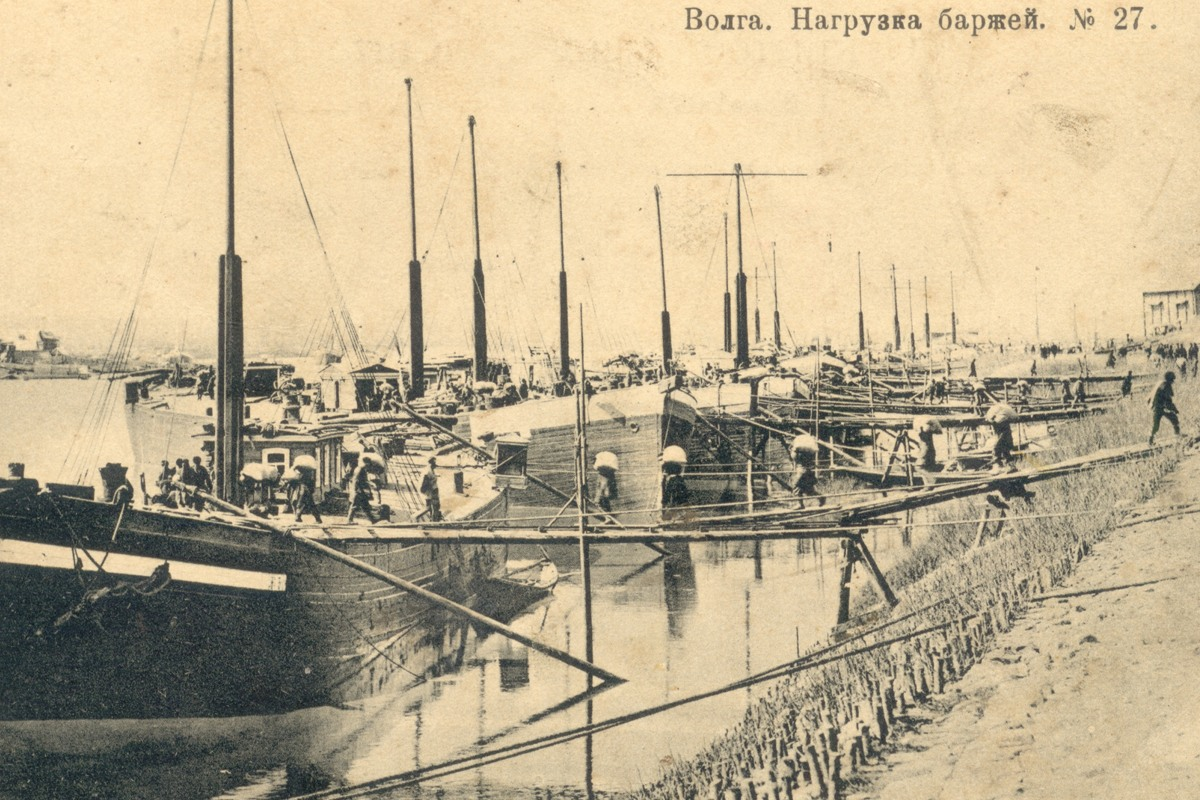
Нагрузка барж на Волге

В 1878 году были приняты новые правила судоходства. Все реки оборудовались едиными судоходными знаками, а судоходный маршрут на них обозначался бакенами с сигнальными огнями. Речные пути должны были контролировать специальные инспекторы.
Волжский бассейн занимал лидирующую позицию в империи как по протяженности водных путей, так и по количеству перевозимых грузов. Основными грузами на речном транспорте в начале XX века были нефть (32% грузооборота в 1913 году), лес (25,8%) и зерно (17,2%). Нефть и нефтепродукты перевозились в основном по Волге и ее притокам, причем из 10,3 млн т нефти, добывавшейся в 1913 году в стране, 5,3 млн т перевозил речной транспорт. По Волге, Каме, Вятке, а также рекам Севера и Северо-Запада также везли и сплавляли в плотах лес. Зерно везли с Волги через Мариинскую систему в Петербург, а также по Дону в Ростов-на-Дону и по Днепру до Херсона, а далее — на экспорт по морю.
Октябрьская революция и Гражданская война привели к упадку речного транспорта страны. Из 5556 дореволюционных пароходов на плаву осталось 4164. Без ремонта они выходили из строя. Только в 1930-е годы в Сормове возобновили строительство речных судов. В 1930-е годы были построены (с использованием труда заключённых ГУЛАГа) Беломорско-Балтийский канал и канал Москва — Волга, на Волге, Каме, Днепре строился каскад мощных ГЭС, что решало также проблему летнего мелководья. 
Развитие речного транспорта прервала Великая Отечественная война. В оккупированных противником регионах практически все речные суда были потеряны, в остальной части страны они были брошены на эвакуацию людей и предприятий, доставку в прифронтовые районы военных грузов и продовольствия. Из-за мобилизации мужчин на фронт 30% речников во время войны составляли женщины, работавшие даже грузчиками.
После войны в качестве репараций речному флоту страны передали сотни судов из Германии и стран Центральной Европы. Но в послевоенный период доля речного транспорта в грузообороте страны снижалась.

## Современность

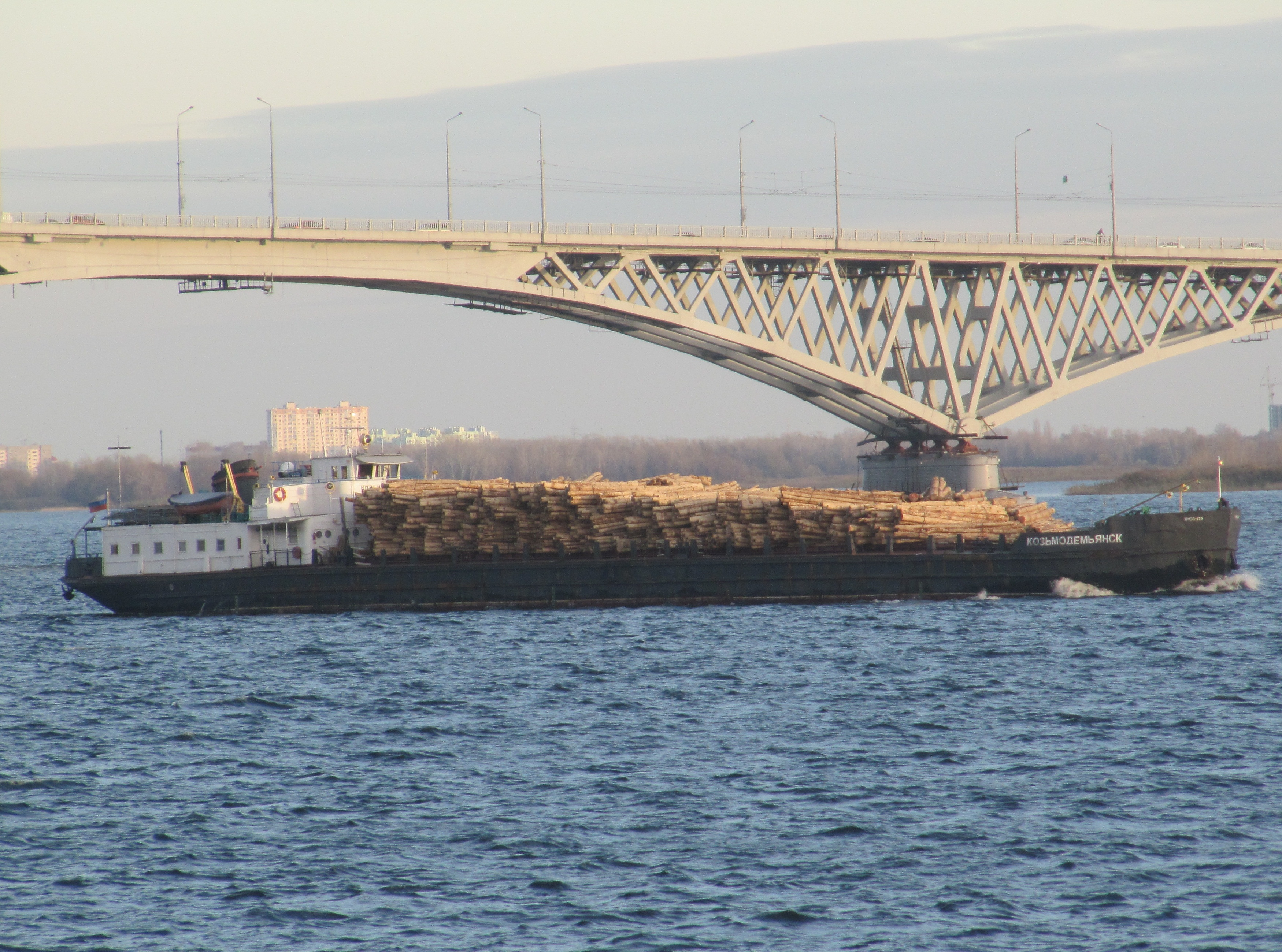
Сухогруз «Козьмодемьянск» на Волге возле Саратовского моста, 2022 год

В 2024 году речной флот России насчитывал 11 тысяч грузовых и 1500 пассажирских судов (не считая катеров и яхт), в 2024 году он перевез 104,6 млн тонн грузов и 11 млн пассажиров. При этом доля речного транспорта в грузообороте страны не превышает 2%.